# Metabolismo industrial
O metabolismo industrial é um conceito para descrever a rotatividade de materiais e energia dos sistemas industriais. Foi proposto por Robert Ayres em analogia ao metabolismo biológico como "todo o conjunto integrado de processos físicos que convertem matérias-primas e energia, além de trabalho, em produtos acabados e resíduos..." Em analogia ao conceito biológico de metabolismo, que é usado para descrever o conjunto de reações químicas em, por exemplo, uma célula para manter as suas funções e reproduzir-se, o conceito de metabolismo industrial descreve as reações químicas, processos de transporte e atividades de fabricação na indústria.
O metabolismo industrial pressupõe uma conexão entre diferentes atividades industriais, vendo-as como parte de um sistema maior, como um ciclo de materiais ou a cadeia de suprimentos de uma mercadoria. Os cientistas de sistemas, por exemplo na ecologia industrial, usam o conceito como paradigma para estudar o fluxo de materiais ou energia através do sistema industrial, a fim de compreender melhor as cadeias de abastecimento, as fontes e causas das emissões e as ligações entre o sistema industrial e o sistema sociotecnológico mais amplo.
O metabolismo industrial é um subsistema do metabolismo antropogénico ou socioeconómico, que também compreende atividades humanas não industriais em domicílios ou no setor público.